# Wacław Berent
Wacław Berent (28 tháng 9 năm 1878, Warsaw – 19 tháng 11 hoặc 22 tháng 11 năm 1940, Warsaw) là một tiểu thuyết gia, nhà tiểu luận và dịch giả văn học người Ba Lan ở thời kỳ Art Nouveau. Ông lấy các bút danh là S.A.M. và Wł. Rawicz. Berent theo học Khoa học Tự nhiên ở Kraków và Zurich. Ông lấy bằng Tiến sĩ ở Munich rồi trở về Warsaw bắt tay vào sự nghiệp văn học vào khoảng đầu thế kỷ 20. Wacław Berent trở thành thành viên của Viện Hàn lâm Văn học Ba Lan danh giá (tiếng Ba Lan: Polska Akademia Literatury) vào năm 1933.

## Tác phẩm văn học
Ông đã dịch sách Thus Spoke Zarathustra của nhà triết học người Đức Friedrich Nietzsche sang tiếng Ba Lan. Wacław Berent cùng Władysław Reymont là những đại diện hàng đầu của khuynh hướng hiện thực trong phong trào Ba Lan trẻ (tiếng Ba Lan: Młoda Polska). Tiểu thuyết xã hội Żywe kamienie (Stones Alive) là một tác phẩm lớn của ông, mô tả những tình huống có thể đe dọa đến các giá trị đạo đức truyền thống trong thời đại công nghiệp.
Wacław Berent phê bình các khẩu hiệu của chủ nghĩa thực chứng cuối thế kỷ 19, triết học Ba Lan hiện đại và chủ nghĩa phóng túng của châu Âu vì những thứ này mặc nhận "nghệ thuật vị nghệ thuật". Trong tiểu thuyết Ozimina (Winter Crop) của mình, ông miêu tả sự nổi lên của phong trào độc lập Ba Lan trước Cách mạng Nga vào năm 1905. Ông là một người phản đối chủ nghĩa lãng mạn.

## Tác phẩm
- Próchno (Rotten Wood, 1903)
- Ozimina (Snowy Crop, 1911)
- Żywe kamienie (Stoneing Alive, 1918)[3]
- Nurt (Trend, 1934)
- Diogenes w kontuszu (Diogenes in a Kontusz, 1937)
- Zmierzch wodzów (The Dusk of the Commanders, 1939)